# Честермир (језеро)
Честермир (енгл. Chestermere Lake) је вештачко језеро у канадској провинцији Алберта, у близини града Калгарија. На његовим обалама лежи варошица Честермир.
Језеро су 1880. изградили радници канадске пацифичке железнице за потребе наводњавања подручја између града Калгарија и варошице Стратмор. Данас се језеро обично користи за рекреационе сврхе, као што су пливање, једрење и риболов током летњих месеци и клизање током зиме, пошто се његова површина у зимском делу године у целости смрзне. 
Језеро има површину акваторије од 2,65 км², са максималном дубином до 7 метара. Вода у језеру обнавља се путем канала којим је језеро повезано са реком Боу, док се преко два мања канала његова вода одводи ка околним пољопривредним површинама. 